# Makka Sagaipowa
Makka Umarowna Sagaipowa ros. Макка Умаровна Сагаипова (ur. 14 lutego 1987 w Groznym) – czeczeńska piosenkarka i tancerka.

## Życiorys
Jest córką znanego czeczeńskiego akordeonisty - Umara Sagaipowa. W wieku 6 lat zadebiutowała na estradzie, a dwa lata później rozpoczęła naukę tańca w młodzieżowym zespole Łowzar (Ловзар). Sławę przyniosła jej pieśń Piękny chłopiec (Красивый мальчик), którą nagrała w wieku 15 lat.
W 2003 ukończyła nagrywanie pierwszego swojego albumu "Ja Twoja córko - Czeczenio" i wystąpiła na scenie Wielkiego Pałacu Kremlowskiego. Utwory z albumu emitowano w radiu i telewizji, stały się szczególnie popularne w Dagestanie.
Momentem przełomowym w karierze Sagaipowej był jej występ w 2004, razem z pieśniarzem dagestańskim Szamo. Kolejne jej występy w Machaczkale odbywały się przy sali wypełnionej po brzegi. W jej repertuarze znalazły się stare i zapomniane pieśni czeczeńskie. W 2005 wydała swój drugi album - Безам (Любовь)
Obecnie Sagaipowa mieszka w Moskwie, tańczy w zespole Łowzar. Śpiewa piosenki w języku czeczeńskim i rosyjskim, są to najczęściej tradycyjne czeczeńskie rytmy w nowych aranżacjach.
Jest mężatką (mąż Malik Saidullaev), ma dwoje dzieci. Jej siostra jest także piosenkarką i występuje pod pseudonimem Tamila.

## Dyskografia
- 2004: Я дочь твоя — Чечня
- 2005: Безам (Любовь)